# Homosexualité dans le rugby
L'homosexualité dans le rugby est un thème intervenant dans les clubs de rugby.

## Histoire
En 1995, le joueur australien Ian Roberts révèle son homosexualité. Avec lui, Peter Sterling et deux commentateurs sportifs participent à une campagne contre l'homophobie.
En 2001, un joueur de rugby amateur américain, Mark Bingham, meurt lors des attentats du 11 septembre 2001. Les médias mettent en lumière son homosexualité, et en 2002 un tournoi de rugby est créé en sa mémoire, le Mark Kendall Bingham Memorial Tournament. Un documentaire lui est consacré en 2013, The Rugby Player. 
En France, un premier club de rugby LGBT est créé en 2003, « Les Gaillards », qui compta jusqu'à 90 joueurs. La presse se fait l'écho du « Franc succès aussi dans la communauté gay » des calendriers de rugbymen dénudés Les Dieux du stade, « qui jouent à fond sur l'imagerie gay » et « avec les codes de l'esthétisme gay ». Dans les diverses éditions de ce calendrier centré sur le physique des joueurs de rugby, « cette imagerie gay, associant ici hypervirilité et lascivité, est un jeu sur le genre caractéristique de l’univers des icônes gays ».
En 2007, l'arbitre gallois Nigel Owens révèle son homosexualité dans le titre régional Wales on Sunday, puis en 2009, c'est le joueur gallois Gareth Thomas qui fait son coming out dans The Daily Mail.
Ancienne joueuse de l'équipe de Nouvelle-Zélande féminine de rugby à XV, Louisa Wall, qui avait publiquement révélé être lesbienne en 2008, propose en 2012, en tant que députée, une loi légalisant le mariage homosexuel en Nouvelle-Zélande, qui est validée en 2013. En 2015, les Britanniques Keegan Hirst et Sam Stanley font leur coming out.
En juin 2021, le Français Jérémy Clamy-Edroux témoigne dans le documentaire Faut qu'on parle diffusé sur MyCanal. En 2022, les deux joueuses néo-zélandaises Portia Woodman et Renee Wickliffe se marient. En 2023, Campbell Johnstone est le premier joueur de l'équipe de Nouvelle-Zélande de rugby à XV à parler de son homosexualité.

## Instances
En 2002, un groupe d'équipes LGBT ont créé ensemble l'International Gay Rugby Association and Board (IGRAB), une association mondiale, comme un moyen de promouvoir le rugby comme un sport non discriminant auquel tout le monde peut jouer, même avec une orientation sexuelle différente. La formation de ce groupe a inauguré la création d'une nouvelle compétition internationale de rugby - la coupe du monde de rugby gay - qui est reconnue par tous les membres de l'IGRAB et qui est mieux connue comme la Bingham Cup.
L'IGRAB couvre constitutionnellement plusieurs codes du rugby : le rugby à XV, rugby à XIII, rugby à sept, le rugby en fauteuil roulant à XV et à XIII, ainsi que le touch rugby. Le rugby à XV est celui vers lequel se concentrent les actions de l'IGRAB.
Les buts de l'IGRAB sont de militer pour l'inclusion du rugby dans les Gay Games, et travailler avec la Fédération des Gay Games pour favoriser le rugby dans ces Jeux, de superviser une coupe du monde de rugby LGBT (connue comme le Mark Kendall Bingham Memorial Tournament, ou Bingham Cup), et d'encourager la création de plus en plus d'équipes LGBT de rugby.
IGRAB se bat pour assurer que personne ne puisse être exclu de participer dans l'IGRAB ou le rugby, quels que soient son orientation sexuelle, son sexe, sa couleur de peau, sa religion, sa nationalité, ses origines ethniques, ses convictions politiques, sa forme athlétique, son âge, son état physique et psychologique ou son état de santé.